# マルヘシュヴァン
マルヘシュヴァン（ヘブライ語: מַרְחֶשְׁוָן、英語: Marcheshvan）はユダヤ暦の月。チェスヴァン（ヘブライ語: חֶשְׁוָן、英語: Cheshvan）とも表記される。

## 概要
月名はバビロニア暦のArukhsamuに由来し、バビロン捕囚まではブル（ヘブライ語: בול、英語: bul）の月と呼ばれていた。
現代で使用されている政治暦では2月であるが、古代使用されていた宗教暦ではニサンの月から数えるため8月となる。詳しくはユダヤ暦#宗教暦と政治暦を参照のこと。
なお、通常の月の長さは29日間であるが、1年の長さが355日または385日の場合は月の長さは29日間ではなく、30日間となる。
グレゴリオ暦では、10月から11月の時期にあたる。